# Melfort
Melfort (City of Melfort) ist eine Kleinstadt in Saskatchewan, Kanada, die sich selbst den Titel City of Northern Lights („Stadt der Polarlichter“) verliehen hat. 

## Lage
Melfort liegt ca. 95 Kilometer südöstlich von Prince Albert, am Rand der als Aspen Parkland bezeichneten kanadischen Ökoregion. Der Ort wurde im Jahr 1980 zur 12. Stadt (City) von Saskatchewan erklärt, nachdem wenige Jahre zuvor die dafür erforderliche Wohnbevölkerung von 5.000 überschritten wurde.
Umgeben ist Melfort von den Landgemeinden  Flett’s Springs No. 429 Richtung Osten sowie Star City No. 428 Richtung Westen.

## Geschichte
Die direkte Umgebung wurde erstmals im Jahr 1892 besiedelt, etwa 2,4 km südlich der heutigen Stadt lagen die ersten Häuser. Die Ansiedlung trug den Namen Stoney Creek. Der spätere Name Melfort stammt von der ersten Poststation der Region, die nach der Ehefrau des Indianerinspektors Reginald Beatty benannt wurde, Mary Melfort Campbell of Melfort, aus Argyleshire, Schottland. Reginald Beatty war bereits im Jahr 1890 einer der ersten Siedler im Gebiet um Melfort, auch nach ihm wurde eine kleine Siedlung benannt, der Ort Beatty liegt ca. 13 Kilometer nordwestlich von Melfort.

## Wirtschaft
Melfort war außerdem eine der ersten Eisenbahnstationen der Region, was in dem eigentlich landwirtschaftlich geprägten Gebiet ein bis heute aktives Handelszentrum begründete.

## Kultur und Sport
Ein gewisser Anteil der Bevölkerung Melforts stammt ursprünglich von ukrainischen Einwanderern ab, weshalb es einen ukrainischen Folkloreverein, die Melfort and District Ukrainian Dancers, und die Ukrainian Catholic Church of the Holy Spirit gibt. Außerdem besitzt die Stadt das Melfort and District Museum.
Eishockey ist wie überall in Saskatchewan der beliebteste Sport, und mit den Melfort Mustangs stellt die Stadt ein Team in der Saskatchewan Junior Hockey League.

## Söhne und Töchter der Stadt
- Lorne Henning (* 1952), Eishockeyspieler, -trainer und -funktionär
- Arthur Hill (1922–2006), kanadischer Theater-, Film- und Fernsehschauspieler
- Lane Douglas Lambert (* 1964), Eishockeyspieler und -trainer
- Albert LeGatt (* 1953), römisch-katholischer Geistlicher, Erzbischof von Saint-Boniface
- Jaden Schwartz (* 1992), Eishockeyspieler
- Tyson Strachan (* 1984), Eishockeyspieler
- Paul Seesequasis (* 20. Jahrhundert), Schriftsteller und Journalist